# 鱼立克次体属
鱼立克次体属为鱼立克次体科的一个属。该属的模式种为鲑鱼立克次氏体（Piscirickettsia salmonis）。

## 下属物种
- 鲑鱼立克次氏体 Piscirickettsia salmonis Fryer et al. 1992